# Charles Butt
Charles Clarence Butt, född 3 februari 1938, är en amerikansk företagsledare som är styrelseordförande och vd för det multinationella detaljhandelskedjan H-E-B. Den amerikanska ekonomitidskriften Forbes värderar Butts och släktens förmögenhet till $10,7 miljarder för den 24 juli 2017.
Han avlade en kandidatexamen vid Wharton School och en master of business administration vid Harvard Business School.